# Ашан (Мозел)
Ашан (фр. Achen) насеље је и општина у североисточној Француској у региону Лорена, у департману Мозел која припада префектури Саргемен.
По подацима из 2011. године у општини је живело 1.010 становника, а густина насељености је износила 83,33 становника/km². Општина се простире на површини од 12,12 km². Налази се на средњој надморској висини од 255 метара (максималној 336 m, а минималној 225 m).

## Демографија
| 1962. | 1968. | 1975. | 1982. | 1990. | 1999. | 2011. |
| ----- | ----- | ----- | ----- | ----- | ----- | ----- |
| 857   | 875   | 883   | 896   | 929   | 938   | 1.010 |

График промене броја становника у току последњих година